# Scoop (Roman)

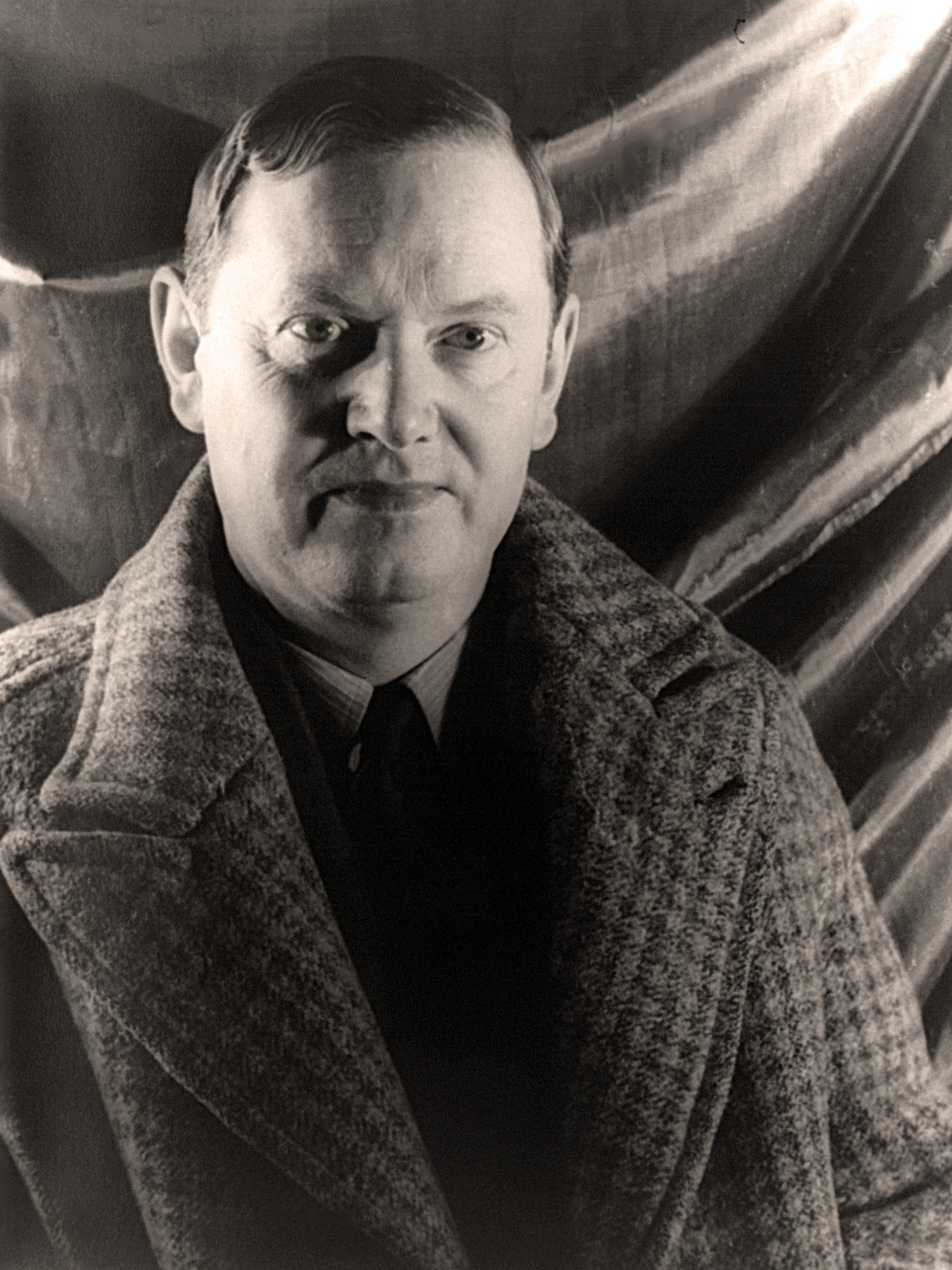
Evelyn Waugh 1940, Fotografie von Carl van Vechten. Waugh verarbeitet in dem Roman seine eigenen Erfahrungen als Auslandskorrespondent.

Scoop ist ein 1938 erschienener Roman des britischen Schriftstellers Evelyn Waugh, in dem er den Sensationsjournalismus und das Leben von Auslandskorrespondenten karikiert. Der Roman erschien in deutscher Sprache 1953 erstmals mit dem Titel Die große Meldung und wurde 1988 mit dem Titel Der Knüller veröffentlicht. Die aktuelle deutschsprachige Auflage erscheint unter dem englischen Originaltitel. Alle Veröffentlichungen verwenden die Übersetzung von Elisabeth Schnack.
Der Roman gilt heute als Klassiker der englischen Literatur des 20. Jahrhunderts. 2015 wählten 82 internationale Literaturkritiker und -wissenschaftler den Roman gemeinsam mit Waughs Erstlingswerk Verfall und Untergang zu einem der bedeutendsten britischen Romane.

## Handlung
Lord Copper, Besitzer der Tageszeitung Daily Beast, wird durch eine raffinierte Intrige dazu gebracht, den Romanschriftsteller John Boot in das afrikanische Land Ishmaelia zu schicken, wo ein Krieg bevorzustehen scheint. Eine Verwechslung führt jedoch dazu, dass nicht der Romanautor, sondern William Boot, Autor einer Natur-Kolumne im Daily Beast, auf die Reise nach Ishmaelia geht.
William Boot ist ein verarmter Landadeliger und lebt mit acht Familienmitgliedern und zehn hochbetagten Dienstboten auf dem Familiensitz Boot Magna. Wohlhabendstes Mitglied des Haushalts ist die ehemalige Kinderfrau Nannie Bloggs, seit dreißig Jahren bettlägerig, die ihre Ersparnisse in einem roten Flanellbeutel aufbewahrt. Die Witwe des Pfarrers von Boot Magna hatte Boot einen Posten als Kolumnist, der mit Sätzen wie „Leichtfüßig durchs glucksende Moor schweift die pirschende Wühlmaus…“ brilliert, vermacht. Die Kolumne wurde zwar auf die letzte Seite der Zeitung verbannt und erscheint hier zwischen Gutenachtgeschichten und Rezepten, bringt ihm aber pro Beitrag eine Guinee ein. Vor die Wahl gestellt, als Sonderkorrespondent für das Daily Beast abzureisen oder entlassen zu werden, nimmt Boot den Auftrag an.
Ishmaelia ist von dem Konflikt zwischen Kommunisten und Faschisten geprägt. Bei der Beschaffung eines Visums in London muss Boot mit den Konsulaten beider Seiten Kontakt aufnehmen, was zu Schwierigkeiten führt. Auch die Reise gestaltet sich, unter anderem wegen seines Übergepäcks, das sinnlose Überlebenshilfen enthält, chaotisch. Er erlebt seinen Aufenthalt in Ismaelia als eine wirre Abfolge von Ereignissen. Ihm gelingt jedoch der „Scoop“ – die Berichterstattung über ein wichtiges Ereignis, bevor andere Auslandskorrespondenten es aufgreifen. Nach Großbritannien zurückgekehrt, wird er mit Ehrungen überschüttet. Ein Missverständnis führt jedoch dazu, dass statt seiner John Boot  in den Adelsstand erhoben wird. William Boot ist darüber jedoch erleichtert, er kehrt er nach Boot Magna zurück, um hier weiter seine Natur-Kolumne zu verfassen.

## Entstehungsgeschichte
Waugh, der den Journalismus als Feind des Romans bezeichnete und alle Journalisten mit literarischen Ambitionen nötigen wollte, den Beruf zu wechseln, griff für Scoop auf seine Erfahrungen als Auslandskorrespondent in Abessinien zurück. 1930 berichtete er von dort über die Krönung von Haile Selassie, und im August 1935 war er als Korrespondent der Daily Mail vor Ort, um über den drohenden Eroberungskrieg durch das faschistische Königreich Italien zu berichten (Abessinienkrieg). In seinem Vorwort schreibt Waugh, der mit den Faschisten sympathisierte, über seine dortige Tätigkeit:

„Ich hatte kein großes Talent dafür, studierte aber mit großem Vergnügen die Schrullen und Ausschweifungen meiner Kollegen. Die geographische Lage Ishmaelias, nicht aber die Staatsordnung, stimmt mit der Abessiniens überein, und das Leben der Journalisten in Jacksonburg entspricht in etwa dem von Addis Abeba im Jahr 1935.“

Bill Deedes, ein britischer Journalist und später geadelter Politiker, gilt allgemein als Vorbild für William Boot. Deedes, der erst 22 Jahre alt war, als er gemeinsam mit Waugh aus Addis Abeba berichtete, wo er mit einer Vierteltonne Gepäck angekommen war, diskutierte später in seinen Memoiren, dass Waugh, wie die meisten guten Schriftsteller, seine Romanpersonen aus mehr als einer realen Person entwickele. Deedes gestand jedoch ein, dass sein übergroßes Gepäck und seine Naivität sich in William Boot wiederfinden.
Auch andere Figuren sind leicht zu identifizieren, so Sir Jocelyn Hitchcock als Sir Percival Phillips, dem 1931 ein Scoop gelang. Lord Copper soll nach den Vorbildern von Lord Northcliffe, dem Herausgeber großer Boulevardzeitungen, und Lord Beaverbrook, Inhaber eines Pressimperiums und Kriegspropagandisten gestaltet sein.

## Adaptionen
- Scoop wurde in Großbritannien zwei Mal für das Fernsehen adaptiert, 1972 in einer Fernsehserie und 1987 in einem Fernsehfilm. In dem Fernsehfilm spielten unter anderem Michael Maloney und Denholm Elliott mit. Das Drehbuch stammte von William Boyd. Regie führte Gavin Miller.

- Der Name von Lord Coppers Zeitung war die Inspiration für den Namen von Tina Browns Online-Nachrichten The Daily Beast.[5]

- Als Radiosendung wurde Scoop 2009 von BBC Radio 4 ausgestrahlt.

## Ausgaben
- Die große Meldung, dt. von Elisabeth Schnack. Die Arche, Zürich 1953
- Der Knüller, gleiche Übersetzung. Diogenes, Zürich 1988. ISBN 3-257-21176-7
- Scoop, gleiche Übersetzung. Diogenes, Zürich 2014. ISBN 978-3-257-24274-4